# Futures kontrakt
Futures kontrakt, často označovaný zkráceně jako futures, je dohoda dvou stran o směně určitého množství podkladového aktiva v předem určené kvalitě, za předem stanovenou cenu k předem stanovenému datu dodání.
Podkladovým aktivem může být komodita (zlato, ropu, zemní plyn), měna (euro, bitcoin), akcie nebo dluhopis.

## Obchodování
Futures kontrakty jsou obchodovatelné pouze na organizovaných trzích, tedy burzách.
Může se jednat o výměnu pevné částky hotovosti v jedné měně za dosud neznámou částku hotovosti či za dluhový cenný papír, a to v téže měně (úrokový futures), o výměnu pevné částky hotovosti v jedné měně za pevnou částku hotovosti v jiné měně (měnový futures), za akciový nástroj (akciový futures) či za komoditní nástroj (komoditní futures).

#### Specifika obchodování s futures
Nákupem futures kontraktu se kupující zavazuje odebrat ke stanovenému dni dodání dané množství podkladového aktiva za stanovenou cenu.
- Futures kontrakt dává kupujícímu povinnost fyzicky odebrat podkladové aktivum v den dodání.
- Futures kontrakt dává prodávajícímu povinnost podkladové aktivum v den dodání fyzicky poskytnout.

V praxi se velmi často využívá možnosti uzavřít pozici, tedy kontrakt dále prodat. Prodejem kontraktu se povinnosti související s fyzickým předáním podkladového aktiva převádějí na nového vlastníka futures kontraktu. Rozdíl mezi nákupní a prodejní cenou je výsledný zisk nebo ztráta.

## Použití futures
Díky ukotvení data dodání lze futures kontrakty použít ke snížení rizika souvisejícího se změnou ceny podkladového aktiva (tzv. hedging).
Futures se ale běžně používají také ke spekulaci na růst nebo pokles ceny podkladového aktiva.
V technické analýze se futures trhy využívají jako indikátor sentimentu. Pokud je například cena futures kontraktu vyšší než cena podkladového aktiva, účastníci futures trhů pravděpodobně očekávají, že cena podkladového aktiva poroste.